# Schlacht von Bovianum
Die Schlacht von Bovianum fand im Jahre 305 v. Chr. gegen Ende des Zweiten Samnitenkrieges statt. Dabei gelang den Römern ein entscheidender Sieg gegen die Samniten.
Nachdem der Krieg in den Vorjahren überwiegend im Norden ausgefochten wurde, da sich dort die Etrusker und Umbrer mit den Samniten verbündet hatten, gelang es den Römern, die ihre nördlichen Gegner 310 v. Chr. am Vadimonischen See besiegen konnten, den Krieg in das Gebiet der Samniten selbst zu tragen. Die Konsuln des Jahres 305 v. Chr., Tiberius Minucius Augurinus und Lucius Postumius Megellus, siegten in ihrer zweiten Schlacht dieses Jahres glänzend gegen ein Samnitenheer und konnten den feindlichen Feldherrn Statius Gellius gefangen nehmen. Laut dem einen vom römischen Geschichtsschreiber Titus Livius verwendeten Kriegsbericht sollen anschließend beide Konsuln die Hauptstadt der samnitischen Pentrer, Bovianum, erobert haben; nach einer anderen von Livius benutzten Darstellung soll hingegen Minucius in der Schlacht tödlich verletzt worden sein und der an seine Stelle gesetzte Suffektkonsul Marcus Fulvius Curvus Paetinus habe Bovianum erstürmt. Jedenfalls war durch die römischen Erfolge von 305 v. Chr. der Zweite Samnitenkrieg zugunsten der Römer entschieden. Im darauffolgenden Jahr wurde zwischen Römern und Samniten Frieden geschlossen, der den Römern die Herrschaft über Kampanien brachte, im Übrigen aber den Samniten moderate Bedingungen zubilligte.